# Antonio Puppio
Antonio Puppio (28 de abril de 1999) es un ciclista italiano.
En 2017 consiguió proclamarse campeón de Italia júnior en la prueba contrarreloj. Ese mismo año también se llevaría la plata en la prueba contrarreloj juniors en el Campeonato Mundial de Ciclismo en Ruta de 2017 de Bergen.

## Palmarés
2017
- Campeonato de Italia Júnior Contrarreloj  [2]
- 2.º en el Campeonato Mundial Contrarreloj Junior